# Шварценау
Шварценау (нем. Schwarzenau (Niederösterreich)) — ярмарочная коммуна (нем. Marktgemeinde) в Австрии, в федеральной земле Нижняя Австрия. 
Входит в состав округа Цветль.  Площадь общины составляет 28,14 км², население — 1515 человек (1 января 2021), плотность населения — 54 чел./км². Официальный код  —  32524.

## Население
| Год  | Численность |
| ---- | ----------- |
| 1869 | 1639        |
| 1889 | 1789        |
| 1890 | 1806        |
| 1900 | 1764        |
| 1910 | 1986        |
| 1923 | 1929        |
| 1934 | 1956        |
| 1939 | 1993        |
| 1951 | 1995        |
| 1961 | 1923        |
| 1971 | 1910        |
| 1981 | 1929        |
| 1991 | 1714        |
| 2001 | 1591        |
| 2011 | 1546        |
| 2021 | 1515        |

## Политическая ситуация
Бургомистр коммуны — Карл Эльзиган (АНП) по результатам выборов 2005 года.
Совет представителей коммуны (нем. Gemeinderat) состоит из 19 мест.
- АНП занимает 12 мест.
- СДПА занимает 7 мест.